# Wei (Okres Trzech Królestw)
Wei – chińskie państwo epoki Trzech Królestw istniejące w latach 220 do 266.

## Historia

### Cao Cao i początki Wei
Faktyczny koniec rządów dynastii Han nastąpił gdy w 189 generał Dong Zhuo zajął Luoyang i zastąpił cesarza Liu Biana (189) jego młodszym bratem Liu Xie (cesarz Xian (189-220). Chociaż cesarz Xian pozostawał nominalnym władcą imperium, to realna władza przeszła w ręce lokalnych namiestników i dowódców wojskowych. Jednym z nich był Cao Cao, oficer cesarskiej armii, któremu udało się usadowić w prowincji Yan, na południe od Huang He i na wschód od dawnej stolicy. W 196 przejął on kontrolę nad cesarzem Xianem i de facto uwięził go w swojej bazie w Xu (dzis. Xuchang), gdzie ustanowił cesarski dwór. Aż do tej pory Cao Cao był tylko jednym z wielu awanturników walczących na Centralnej Równinie "ale z cesarzem jako symbolem i «restauracją» jako sloganem przyciągnął wielu utalentowanych młodych ludzi na swoją służbę".
W 200 Cao Cao udało się pokonać swojego głównego rywala w walce o kontrolę nad Północnymi Chinami, Yuan Shao. Wraz z jego śmiercią w 202 i pokonaniem Wuhuan w 207 Cao Cao przejął władzę nad Centralną Równiną i około połową ludności cesarstwa Han. Po śmierci Liu Biao w 208 Cao Cao zajął Xiangyang, jednak następnie został pokonany przez siły Sun Quana i Liu Beia w bitwie o Czerwone Klify i musiał zawrócić na Północ, chociaż miasto pozostało pod jego kontrolą. Podejmowane następnie przeciwko Sun Quanowi ataki nie były w stanie pokonać bariery Jangcy, ale siłom Cao Cao udało się usadowić w basenie rzeki Huai. W 215, wykorzystując walki pomiędzy Liu Beiem a Sun Quanem, Cao Cao zajął Hanzhong, gdzie przyjął kapitulację przywódcy Niebiańskich Mistrzów Zhang Lu. Cztery lata później utracił jednak Hanzhong na rzecz Liu Beia. W 220 generał Liu Beia, Guan Yu, zaatakował siły Cao Cao w Xiangyangu, tylko po to by zostać pokonanym przez niespodziewany atak armii Sun Quana.
Począwszy od 208 Cao Cao nosił tytuł kanclerza, zaś w 214 przyjął tytuł diuka (gong) Wei, by w 217 podnieść swoją rangę do króla (wang) Wei. Na początku 220 Cao Cao zmarł i jego syn i następca, Cao Pi (220-226), zdecydował się na przeprowadzenie abdykacji cesarza Xiana. W dziesiątym miesiącu 220 cesarz Xian zrezygnował z tronu i tym samym panowanie dynastii Han dobiegło końca. Cao Pi przyjął tytuł cesarza Wei, a w następnym roku Liu Bei, po tym jak otrzymał fałszywą wiadomość o śmierci cesarza Xiana, ogłosił się kolejnym cesarzem Han. Sun Quan początkowo uznał roszczenia Cao Pi do tronu i w 221 przyjął od niego tytuł króla Wu, jednak ostatecznie w 229 proklamował się cesarzem Wu. Tym samym Chiny stały się polem rywalizacji pomiędzy trzema państwami pretendującymi do władzy nad całym krajem.

### Rządy następców Cao Cao i przejęcie władzy przez ród Sima

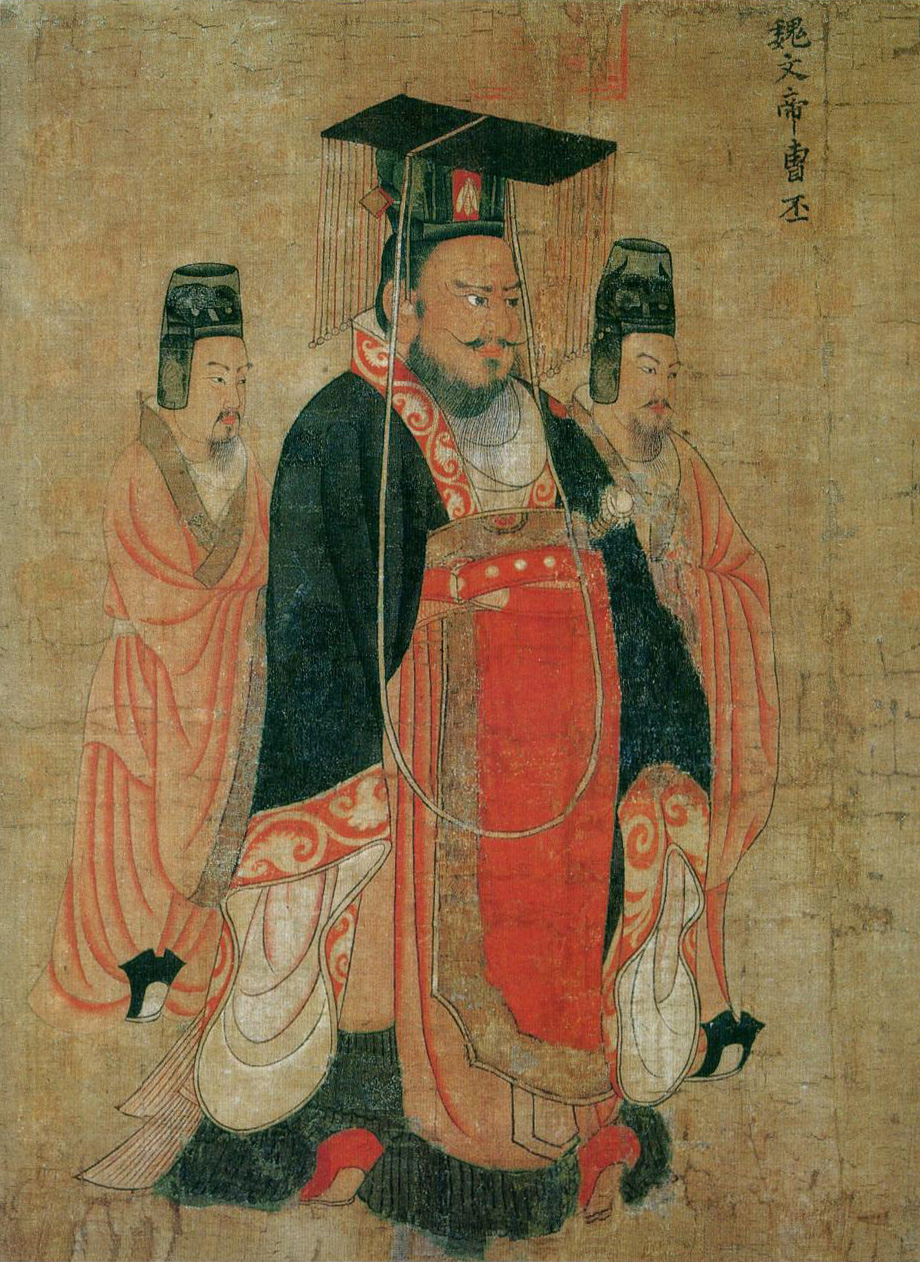
Cao Pi na fragmencie Zwoju Trzynastu Cesarzy Yan Libena (ok. 600–673). Museum of Fine Arts w Bostonie

Od początku Wei było najpotężniejszym z trzech państw, ponieważ to na Północy mieszkała większość ówczesnych Chińczyków, jednak pomimo to przez długi czas nie było ono w stanie pokonać współdziałających ze sobą Wu i Shu, które panowały nad rzeką Jangcy. Kilka tygodni po swojej akcesji, 27 stycznia 221, Cao Pi przeniósł swoją stolicę do Luoyangu, dawnej stolicy Hanów. Ponadto podjął szereg kroków mających zabezpieczyć pozycję cesarza, oddalając swoich krewnych ze stolicy i uniemożliwiając im dzierżenie urzędów wiążących się z realną władzą. Wykluczył również cesarzową wdowę ze sprawowania jakiejkolwiek roli w rządzie oraz nakazał by powinowaci cesarza nie mogli sprawować urzędu regenta małoletnich cesarzy. 

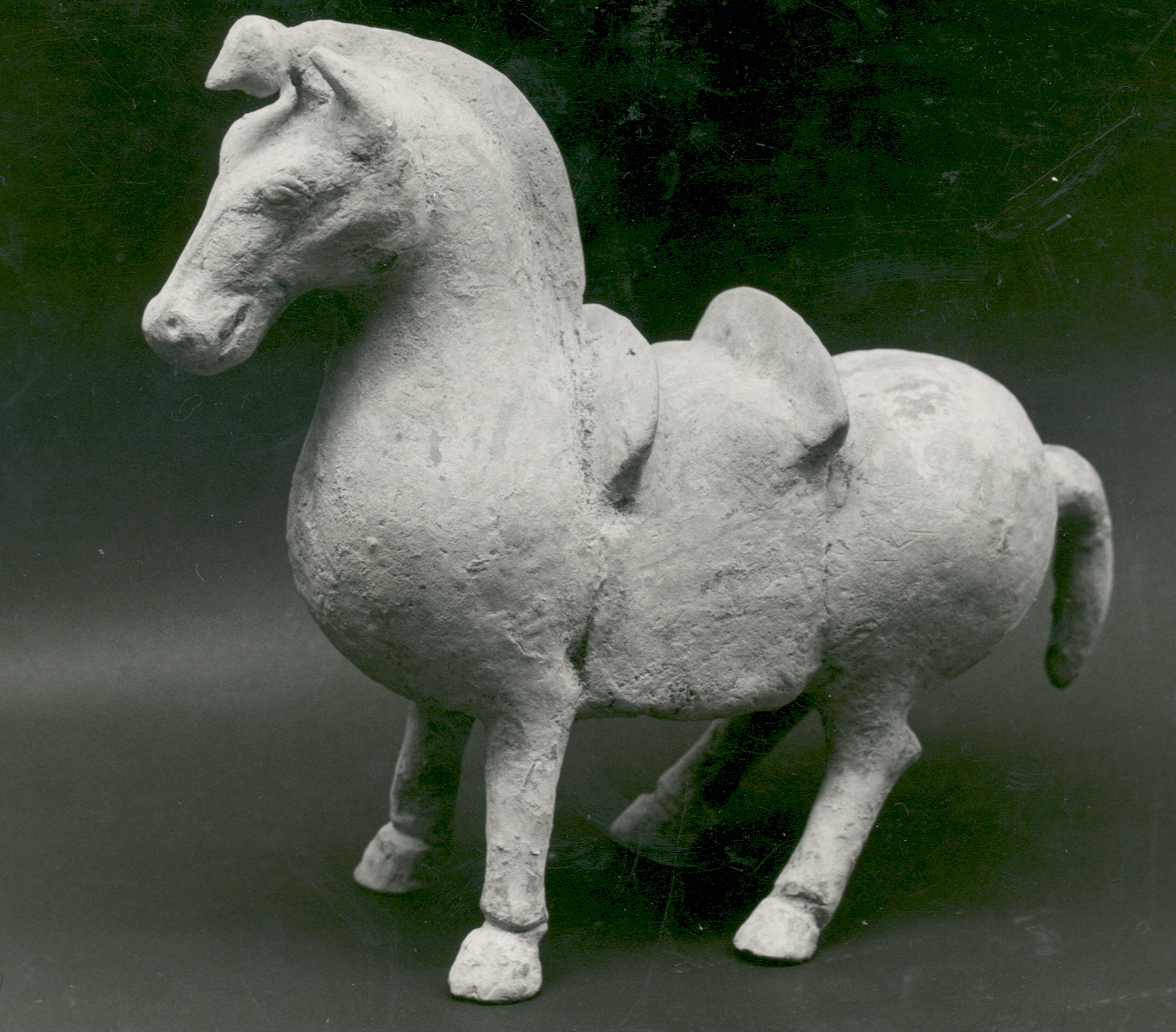
Gliniana figurka konia ze śladami utraconej polichromii. Auckland War Memorial Museum

Cao Pi zmarł w 226 i władzę po nim przejął jego syn, Cao Rui (226-239). Rok później generał Sima Yi poprowadził atak przeciwko Shu, zakończył się on jednak niepowodzeniem. W 238 Sima Yi udało się jednak pokonać Gongsun Yuana, który zajmował dzisiejszą prowincję Heilongjiang, i jego terytorium zostało przyłączone do Wei. W 239 Cao Rui zmarł i pozostawił po sobie jako następcę siedmioletniego adoptowanego syna, Cao Fanga (239-254), z Cao Shuangiem i Sima Yi jako współregentami. Zagrożenie ze strony Goguryeo zostało zażegnane gdy generał Guangqiu Jian pokonał jego siły w serii ataków w latach 244-245. W 247 Cao Shuang przeprowadził całą serię prawnych i administracyjnych zmian mających zabezpieczyć jego pozycję na dworze na wypadek osiągnięcia przez Cao Fanga dojrzałości. Jednak w 249 Sima Yi zabił Cao Shuanga, urządzając rzeź jego krewnych i zwolenników, tak że w rezultacie "klan Sima sprawował teraz pełnię władzy w Wei".
W 251 Sima Yi zmarł i faktyczne rządy w Wei przejął jego syn Sima Shi. W 252 zaatakował on Wu, jednak poniósł porażkę, po czym natknąwszy się na opozycję rodu Cao po tym militarnym niepowodzeniu w 254 zdjął z tronu Cao Fanga i zastąpił go jego trzynastoletnim kuzynem, Cao Mao (254-260). W 260 Cao Mao próbował pozbyć się kolejnego przywódcy rodu Sima, Sima Zhao, jednak zginął w trakcie rebelii. Po jego śmierci Sima Zhao ustanowił cesarzem Cao Huana (260-265). W 263 siły Wei pokonały armię Shu pod wodzą Jiang Weia i rozpoczęły marsz na Chengdu. Po burzliwej debacie na dworze cesarz Shu Liu Shan (223-263) poddał się Wei. W 265 Sima Zhao zmarł, zaś na początku 266 jego syn, Sima Yan (266-290), przeprowadził abdykację Cao Huana i ogłosił się cesarzem nowej dynastii Jin. W ten sposób państwo Wei przestało istnieć.
W tradycyjnym ujęciu chińskich historyków zwraca się uwagę na fakt, że ród Cao znajdował się poza siecią wielkich rodzin późnej epoki Han, zaś Cao Cao wykluczył je z rządów, korzystając zamiast nich z usług wielu "nowych ludzi", natomiast jego syn Cao Pi rozciągnął swoje podejrzenia nawet na własnych braci. Historia rodzinnej paranoi i izolacji była kontynuowana przez jego następcę Cao Rui. W kontraście do autodestrukcyjnego zachowania Cao ród Sima zawarł podtrzymywany przez małżeńskie więzi sojusz z wielkimi rodzinami i tym samym obsadził siebie w roli przywódców odseparowanej od władzy elity społecznej przeciwko izolowanym i autorytarnym Cao. W marksistowskich analizach z czasów Chińskiej Republiki Ludowej ta interpretacja została przełożona na język, w którym Cao przedstawiano jako reprezentantów drobnych właścicieli ziemskich, podczas gdy Sima reprezentowali rodziny wielkich właścicieli. Triumf zamachu stanu tych ostatnich, "po którym nastąpiła masakra rodziny regenta Cao Shuanga i jego sojuszników, był zatem rezultatem albo strategicznych i moralnych braków Cao, albo ich niezdolności do poprawnej analizy struktury klasowej ich czasów".
Jak jednak zauważa Mark Edward Lewis, do podobnej ewolucji jak w przypadku rodu Cao doszło także w przypadku władzy rodu Sun w Wu i rodu Liu w Shu. W każdym z Trzech Królestw po śmierci ich założyciela władza stopniowo wymykała się z rąk założonej przez niego dynastii na rzecz lokalnych rodów. W sumie zatem upadek Cao należy wiązać nie z ich szczególnymi błędami, ale genezą ich państwa, mającego u swych źródeł charyzmę czerpaną przez ich założyciela z jego wojskowych zwycięstw, która jednak nie przechodziła na jego następców.

## Administracja
Spośród ważniejszych instytucji zapoczątkowanych przez Wei należy wymienić rolnicze garnizony (tuntian) oraz system Dziewięciu Rang (jiupin), oba ustanowione przez Cao Cao. W rolniczych garnizonach pobierano od rolników daniny bezpośrednio w postaci części plonów, co korespondowało z generalnym upadkiem gospodarki pieniężnej po upadku cesarstwa Han. Ci rolnicy otrzymywali od państwa ziemię, narzędzia i zwierzęta, w zamian za zwolnienie ze wszystkich innych obowiązków przekazując państwu 50 do 60 procent wyprodukowanej żywności. Ten system zachęcał do zwiększania wydajności produkcji, zapewniał stałe dostawy żywności armii oraz zabezpieczał rolników przed popadaniem w długi, co było plagą późnej epoki Han. System dziewięciu rang miał zapobiegać korupcji i nepotyzmowi przy przydzielaniu urzędów, zastępując powszechny w czasach Han proceder rekomendowania urzędników przez lokalne elity procesem ich oceniania przez państwo. W rzeczywistości zmienił niewiele w praktyce administracji, ale tak samo jak instytucję rolniczych garnizonów miało go przejąć i modyfikować wiele następnych dynastii. W roku 260 w Wei miało być 663,400 zarejestrowanych domostw z ponad 4,4 miliona ludzi.

## Kultura i religia

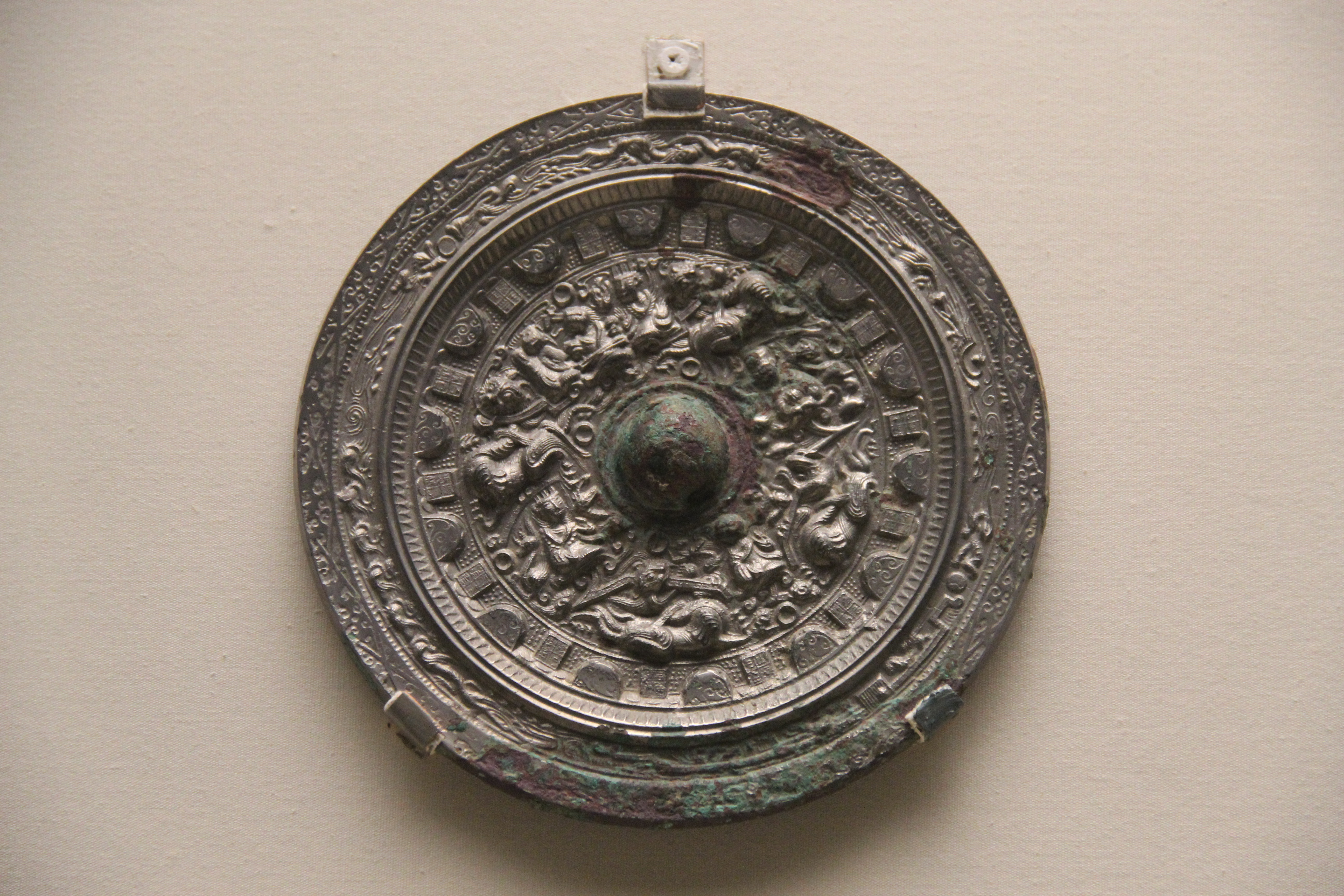
Lustro z brązu. Chińskie Muzeum Narodowe

Zarówno Cao Cao jak i jego dwaj synowie, Cao Pi i Cao Zhi, byli utalentowanymi poetami i dwór Wei był ważnym ośrodkiem literackiej aktywności. Wokół następcy tronu Cao Pi funkcjonowało literackie koło tzw. Siedmiu Mistrzów z Jian’anu, którzy pisali poezje fu i shi. Na dworze byli także prominentni uczeni tego okresu, wśród których narodziła się nowa szkoła filozoficzna, nazywana współcześnie neotaoizmem. Neotaizm jest przy tym często kojarzony z nurtem "czystej konwersacji" (Qingtan) i grupą ekscentryków znaną w późniejszej tradycji jako Siedmiu Mędrców z Bambusowego Gaju. Na dworze Cao Cao mieli praktykować słynni  medycy Zhang Zhongjing i Hua Tuo. Jak już wspomniano powyżej, w 215 Cao Cao zajął Hanzhong i przyjął kapitulację przywódcy Niebiańskich Mistrzów Zhang Lu. Jego wspólnota została przesiedlona w rejon Luoyangu i Ye, co spowodowało że jej wpływy stopniowo rozprzestrzeniały się na terytorium Wei. Na Północy umacniała się także pozycja buddyzmu, którego ośrodek translatorski znajdował się w Luoyangu. W 260 mnich Zhu Shixing opuścił Luoyang i udał się na Zachód, by ostatecznie osiąść w Yutian (dzis. Hotan), gdzie przetłumaczył część sutry Pañcaviṃśatisāhasrikā-prajñāpāramitā. Jest on uważany za pierwszego chińskiego mnicha, który udał się na Zachód.